# Saxhoorn

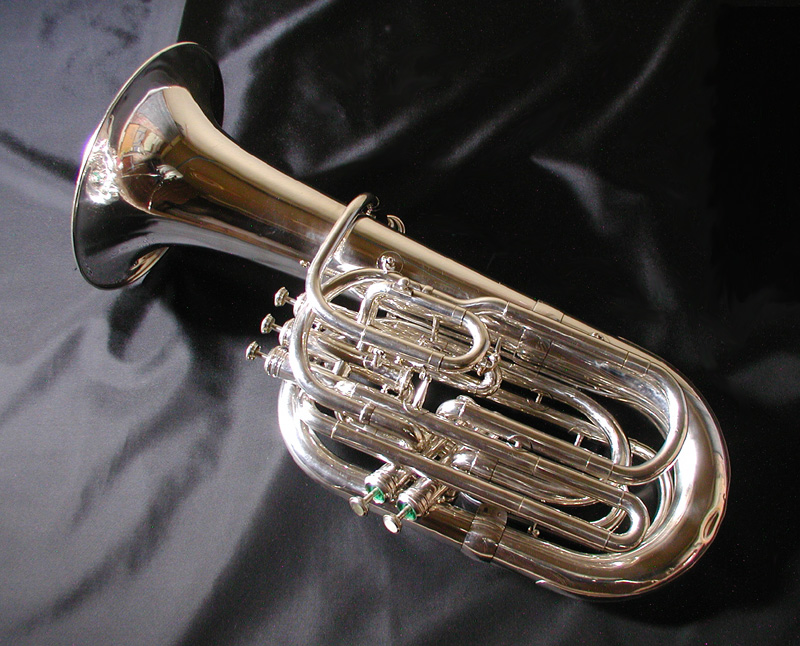
Een moderne bassaxhoorn in Bes

Saxhoorns zijn een familie van koperen blaasinstrumenten met ventielen, een conische boring en een diep komvormig mondstuk. Het geluid heeft een karakteristiek zacht en rond karakter bij de bugel en de bas, en een meer scherper geluid bij de althoorn en de bariton. Ze mengen goed met andere koperblazers.

## De saxhoornfamilie
De saxhoorns vormen een familie van zeven instrumenten (hoewel er tot tien verschillende maten lijken te hebben bestaan). De saxhoorns waren oorspronkelijk bedoeld voor het gebruik in blaasorkesten en zijn gestemd in Es of Bes, net als de saxofoongroep. Er was ook een soortgelijke familie van saxhoorns gebouwd voor het gebruik in symfonieorkesten gestemd in F en C, maar deze lijkt te zijn verdwenen.
Er is veel verwarring over de naamgeving van de saxhoorns in diverse talen. Dit kwam vooral door de discussie of de saxhoornfamilie wel echt nieuw was, of meer een verdere ontwikkeling van de kornet- en tuba-families. De saxhoorn wordt ook geregeld verward met de flügelhorn, een Engels instrument met een andere bouw, dat qua klank tussen de Europese bugel en kornet zit.

## Geschiedenis

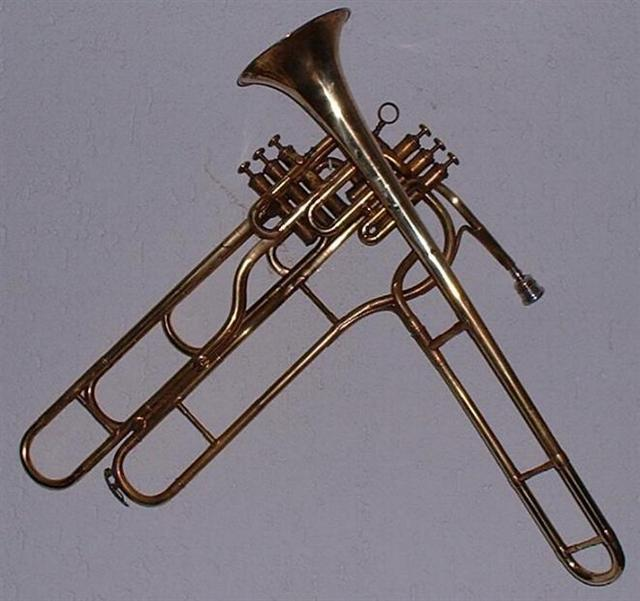
Trombone met 6 ventielen ontwikkeld door Adolphe Sax

Saxhoorns werden ontwikkeld in jaren dertig van de 19e eeuw. De saxhoornfamilie werd in 1845 in Parijs gepatenteerd door Adolphe Sax (tevens uitvinder van de saxofoonfamilie). Sax' claim dat hij de uitvinder was van de saxhoorns werd tijdens zijn leven aangevochten door andere bouwers van koperen blaasinstrumenten, hetgeen leidde tot diverse rechtszaken. Tot halverwege de jaren vijftig bleef hij experimenteren met de ventielen van het instrument. Zo ontwikkelde hij een trombone met 6 onafhankelijke ventielen, omdat het op straat lopen met een schuiftrombone vaak moeilijk was. Op deze manier ontstonden de 7 posities van een schuiftrombone ook op een ventieltrombone. Deze trombone wordt ook wel "Saxtrombone" genoemd.
De saxhoorns wonnen aan populariteit door het destijds bekende Distin Quintet, dat concertreizen maakte door Europa halverwege de 19e eeuw. Deze familie van musici, uitgevers en instrumentenbouwers was van grote invloed op de groei van de brassband-beweging in Groot-Brittannië midden en eind 19e eeuw.
De saxhoorn was het meestgebruikte koperen blaasinstrument in blaasorkesten tijdens de Amerikaanse Burgeroorlog. De variant met de beker die over de schouder lag werd het meest gebruikt, zodat achteropkomende troepen de muziek konden horen.
Een hedendaagse compositie die de saxhoorn voorschrijft is Tubissimo van Désiré Dondeyne, voor bastuba of saxhoorn en piano (1983).